# شیردارکلا
شیردارکلا، روستایی است بسیار خوش آب و هوا از توابع بخش بابل‌کنار شهرستان بابل در استان مازندران ایران.
همچنین روستای شیردارکلا،دومین روستای وسیع در شهرستان بابلکنار است.

## جمعیت
این روستا در دهستان بابل‌کنار قرار دارد و بر اساس سرشماری مرکز آمار ایران در سال ۱۳۸۵، جمعیت آن ۱۳۳۸ نفر (۳۸۴خانوار) بوده‌است.